# Bencani (Oprtalj)
Bencani is een plaats in de gemeente Oprtalj in de Kroatische provincie Istrië. De plaats telt 8 inwoners (2001).